# Houéran
Le Houéran (/we.ʁɑ̃/ ) ou Houéron est une créature légendaire originaire des Vosges, en Lorraine, de type géant. Protecteur des forêts, il effraie les braconniers et les voleurs le bois.
Selon la légende, La créature hantait tout le pays sud du versant lorrain du massif vosgien, allant de Remiremont à la frontière alsacienne et de la vallée des lacs (Géradmer) à la Franche-Comté. Ses lieux de prédilection était la montagne du Haut-Roc, qui surplombe le bassin de la Moselotte, ainsi que les hauteurs de Rochessonou encore le Saint-Mont.

## Origine du nom
D'après le Vocabulaire du patois de La Bresse de Jean Hingre, en vosgien de La Bresse, l'adjectif houeran signifie « criard, braillard ». Selon le naturaliste et historien Jean-Michaël Choserot, le nom de la bête pourrait lui être inspiré du hibou qui se dit houcherante ou hourant, en lorrain.

## Description

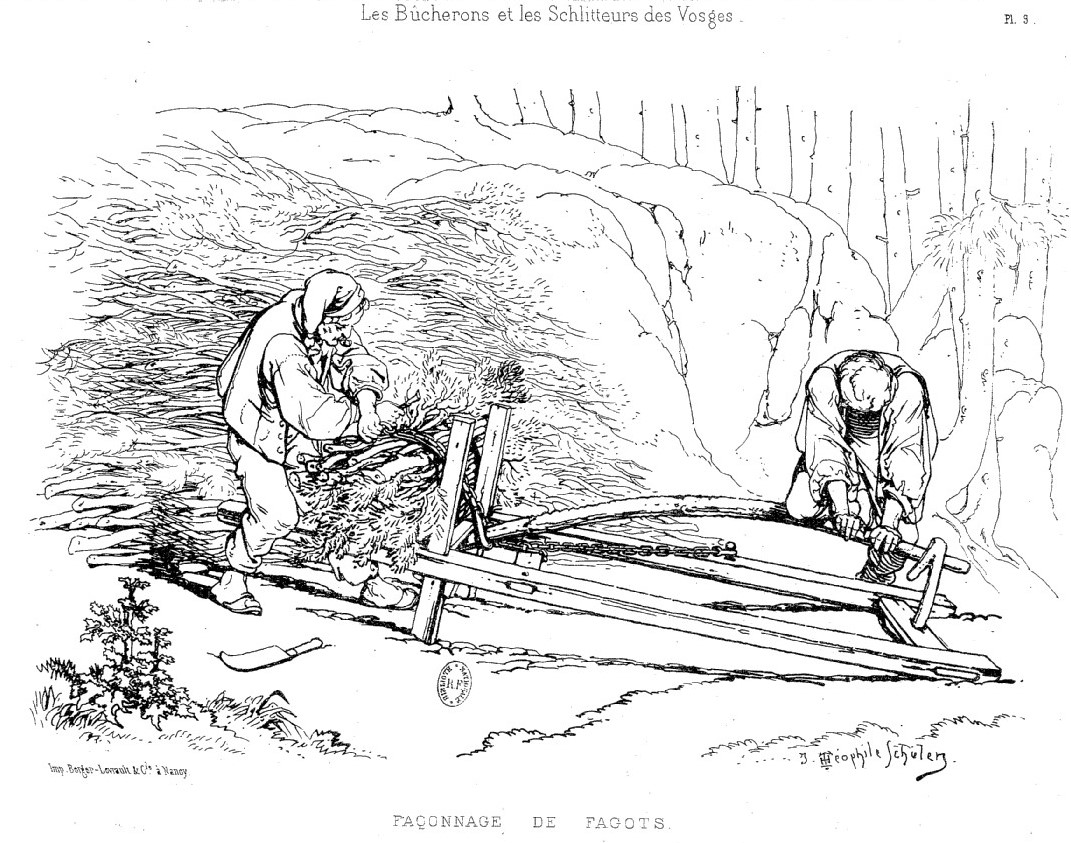
Bûcherons et schlitteurs vosgiens.

Le Houéran est décrit comme un géant. Il possède des jambes de bouc,. Son postérieur est une tête de bouc, dont les cornes lui permettent de s'assoir près du feu,. Il a des yeux perçants, une barbe hirsute et arbore un grand chapeau noir aux bords rabattus. Selon certains récits, il pourrait se saisir de tisons ardents sans se brûler,. Il est reconnaissable à son cri « Houe ! Houe ! » qui, selon les différents récits, a la réputation de glacer le sang de ceux qui viendraient à l'entendre. Il est parfois considéré comme le cousin du diable.

## Légende
Cette créature est propre au folklore lorrain.
Le Houéran aurait pour tâche de veiller sur les forêts vosgiennes et de les protéger des voleurs de bois,. Ainsi, malgré son apparence diabolique, elle revêt un aspect protecteur.
Grâce à ses yeux perçants, le Houéran repère, à la nuit tombée, les feux allumés par les voleurs pour s'éclairer. Ainsi guidé par la lumière, il s'approche en poussant des cris, qualifiés de lugubres, effrayant ainsi les fauteurs de troubles. Son apparence effrayante provoquerait la terreur chez les braconniers.

### Origine de la légende
L'historiographe Xavier Thiriat fait mention du Houéran et des légendes qui y sont rattachées dans la monographie qu'il consacre à la vallée de Cleurie. Il en situe la naissance au début du XIXe siècle et lui attribue une origine rationnelle : « un garde bien avisé qui se travestissait pour épouvanter les délinquants. » Ce mythe aurait pu être propagé par les autorités afin de protéger les bois du vol et du braconnage,,. Pour d'autres, Comme Jean Saltel, le Houéran aurait des origines plus anciennes, ses cornes, son immunité contre le feu et son rôle de gardien des forêts, le rapproche davantage du dieu Cernunnos. Ainsi les gardes forestiers et champêtres n'auraient pas créé la bête, mais auraient plutôt entretenu un mythe plus ancien. Pour Jean-Michaël Choserot, la légende du Houéran viendrait du Hibou grand-duc. En plus de partager un nom similaire, ce sont tous deux des êtres de la nuit aux grands yeux et aux cris lugubres. Le naturaliste souligne que les lieux de fréquentation du Houéran sont reconnus pour être des sites de reproduction du rapace nocturne.

## Dans la culture populaire
Le nom de cette légende locale est régulièrement repris, par exemple, pour nommer des chalets, et dans des chansons ou des contes.
En 2017, un jeu de société portant sur le folklore vosgien est créé. Il inclut, entre autres, le Houéran. En 2017 également, dans le cadre du Festival de sculpture Camille Claudel, une œuvre en pierre nommé Le Houéran, est réalisée par Charles Marchand.